# هنري جانت
هنري جانت (بالإنجليزية: Henry Gantt)‏ ‏(20 مايو 1861 - 23 نوفمبر 1919) هو مهندس ميكانيكي أمريكي. يُعرف بتطويره لمخطط جانت في سنة 1910.
مخططات جانت تَم توظِيفُها في مشاريع البُنية التحتية الرئيسية بما في ذلك نظام الطُرق السريعة في الولايات المتحدة، وسد هوفر. وستَبْقى أداة مُهمة في إدارة المشاريع وإدارة البرامج.

## حياته
ولد جانت في مقاطعة كالفرت شرق الولايات المُتحدة. تخرج من مدرسة ماكدون الثانوية سنة 1878، ومن جامعة جونز هوبكينز سنة 1880. ثم عاد لمدرسة ماكدون كمُعلم لثلاث سنوات. ثم حَصَل على درجة الماجستير في الهندسة من معهد ستيفنز للتقنية في ولاية نيو جيرسي.

## روابط خارجية
- هنري جانت على موقع إن إن دي بي (الإنجليزية)